# Skirtorpssjön (naturreservat)
Skirtorpssjön är ett naturreservat i Katrineholms kommun i Södermanlands län.
Området är naturskyddat sedan 1955 och är 22 hektar stort. Reservatet består av ett barrskogsbevuxet område av Katrineholmsåsen med tre åsgropar, där en utgör en sjö, Jättens handfat (även Skirsjön) och de andra två kallas Jättens tvålkopp och Glysas källare.

## Bilder

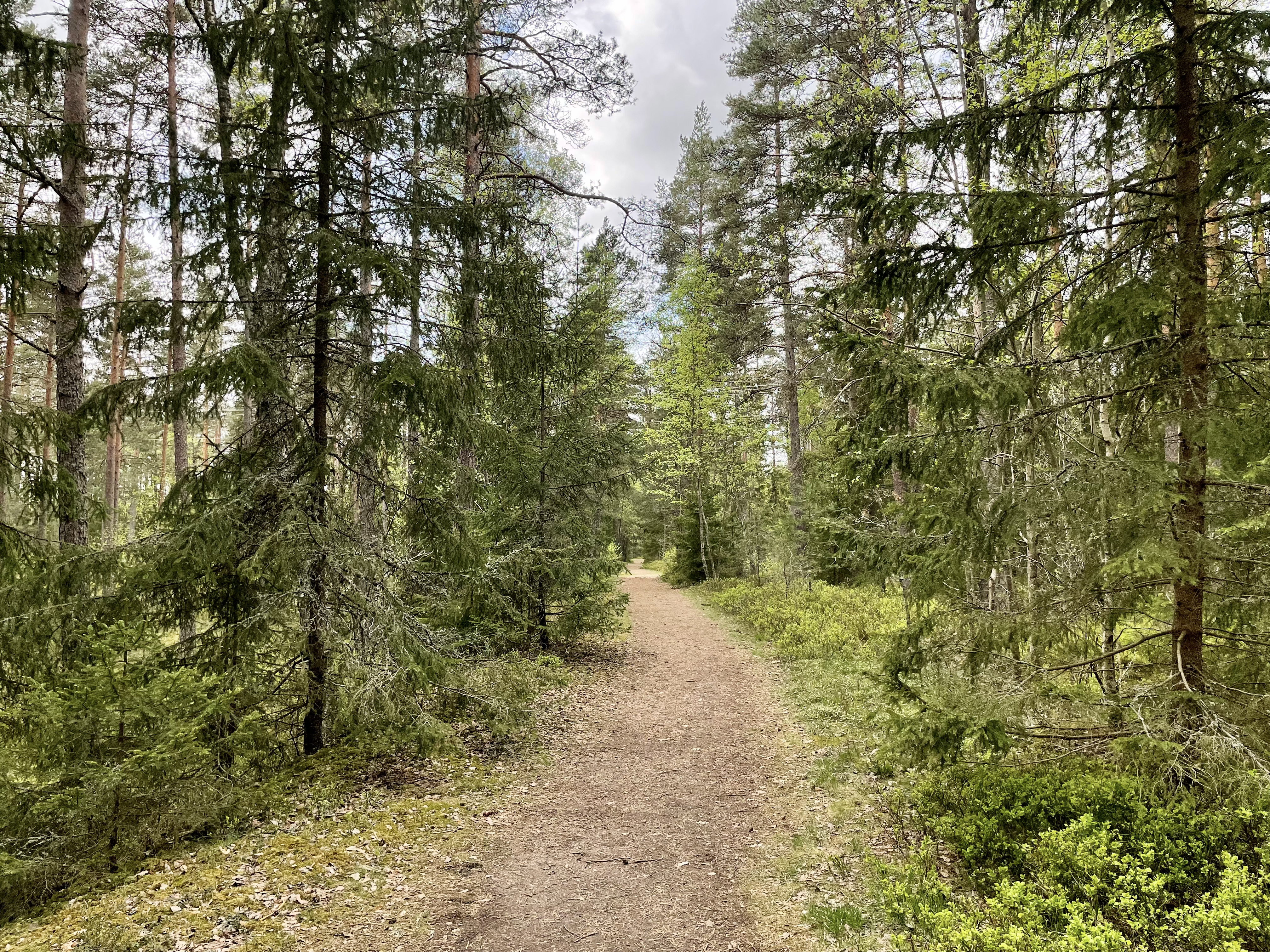
En stig som leder genom naturreservatet.
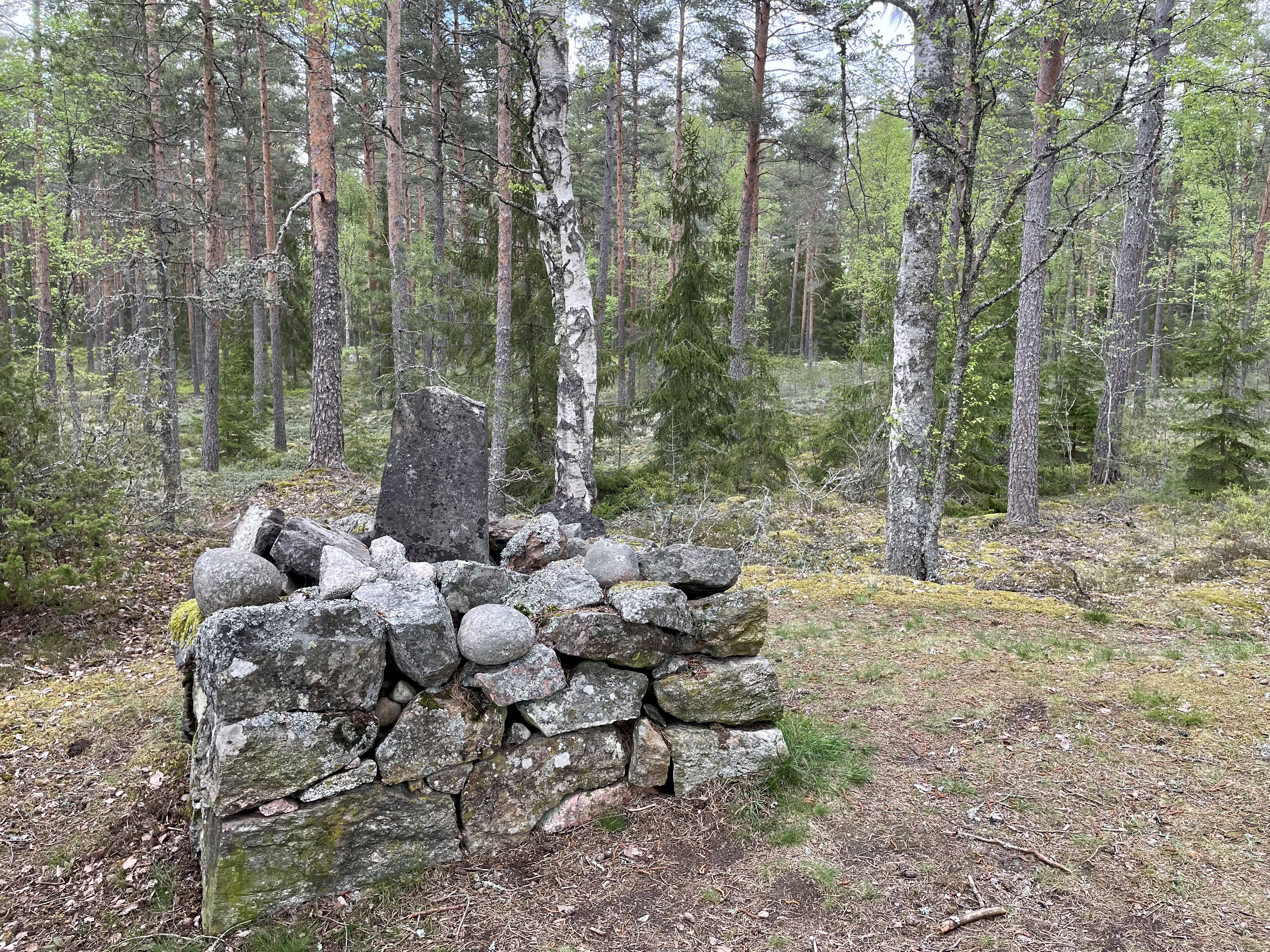
En milsten i Skirtorpssjön naturreservatet.
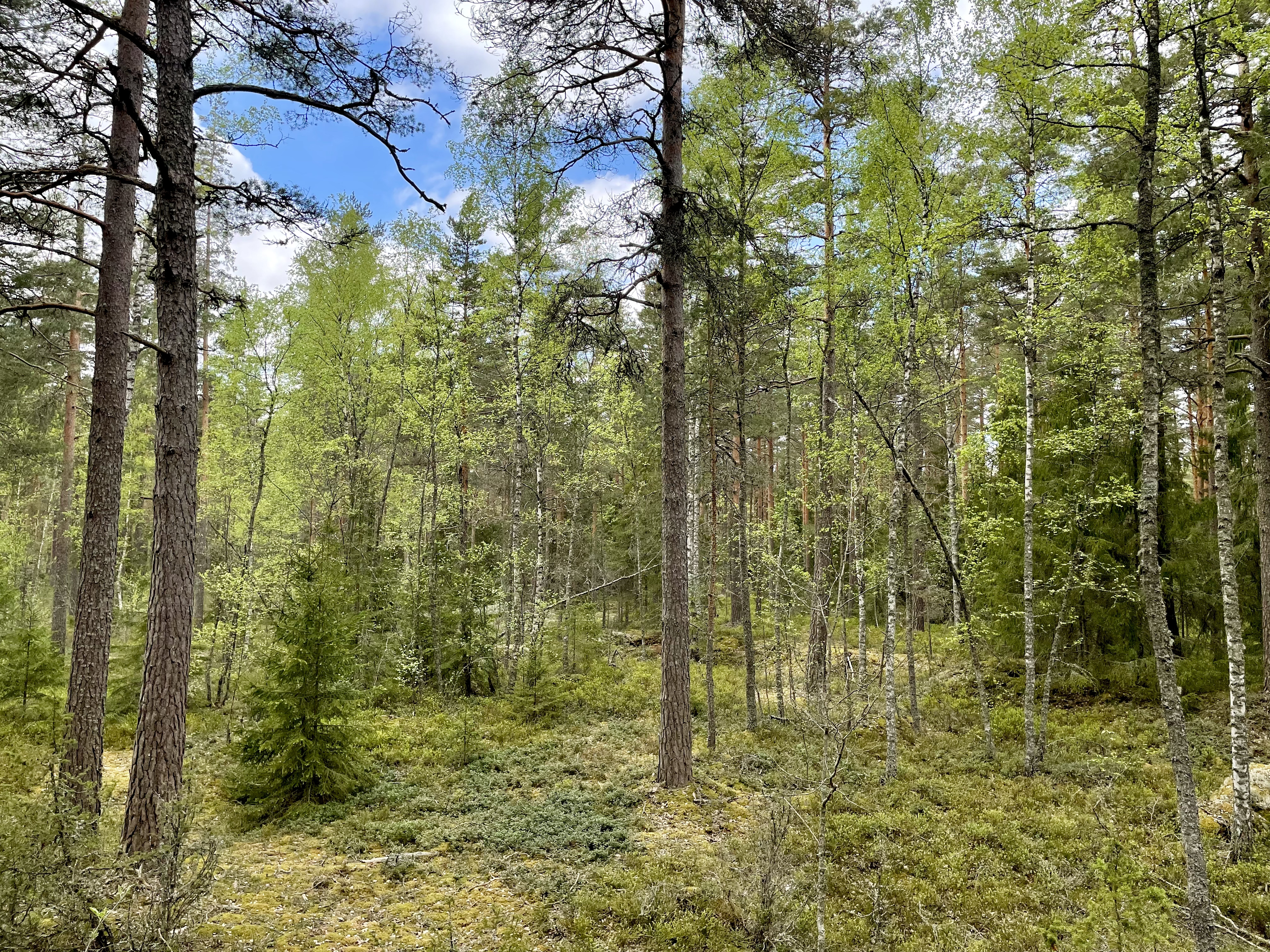
Skirtorpssjöns typiska landskap.
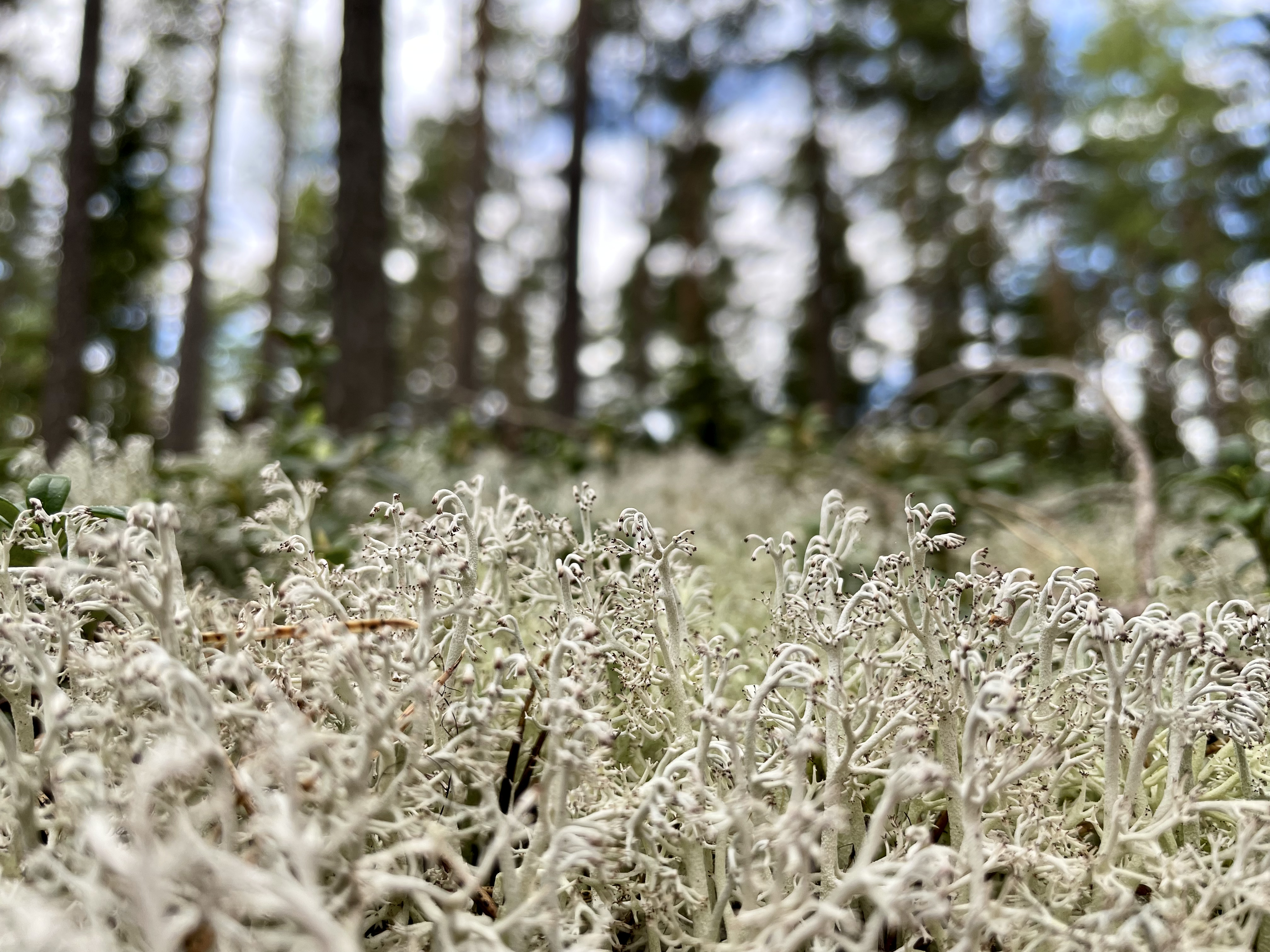
Naturreservatet är känd för sina olika sorter av mossa och lav.